# Aplidium erythraeum
Aplidium erythraeum is een zakpijpensoort uit de familie van de Polyclinidae. De wetenschappelijke naam van de soort is voor het eerst geldig gepubliceerd in 1919 door Michaelsen.